# Илия (Ояперв)
Епископ Илия (эст. piiskop Eelija, в миру Отт Ояперв, эст. Ott Ojaperv; 11 мая 1977, Тарту — 17 декабря 2024, Тарту) — архиерей Эстонской апостольской православной церкви в юрисдикции Константинопольского патриархата; епископ Тартуский (2009—2024).

## Биография
Родился 11 мая 1977 года в Тарту в эстонской семье.
В 1995 году окончил Miina Härma Gümnaasium в Тарту.
В 2000 году с отличием окончил богословский факультет Тартуского университета, а в 2003 году защитил диссертацию на степень магистра теологии.
Изучал итальянский язык и итальянскую культуру в Университете Перуджи для иностранцев (итал. Università per stranieri di Perugia), философию и семантику на философском факультете Санкт-Петербургского государственного университета, а русский язык и культуру в Воронежском государственном университете. Работал над докторской диссертацией.

### Церковное служение
25 апреля 2003 года рукоположён во чтеца.
28 июля 2006 года рукоположён в сан диакона.
15 апреля 2007 года рукоположен в сан иеромонаха, после чего проходил своё служение в Тартуской епархии в Вознесенском приходе Вильяндимаа, а позднее — приходе Каркси-Нуйа.
9 октября 2008 года возведён в сан архимандрита.

### Епископское служение
21 октября 2008 года решением Священного Синода Константинопольского Патриархата избран для рукоположения в сан епископа города Тарту.
10 января 2009 года в Успенском соборе города Тарту рукоположён в сан епископа Тартуского.
Митрополит Корнилий (Якобс) отмечает, что на фоне сложных отношений между двумя церковными юрисдикциями в Эстонии: «епископ Тартуский Илия (Ояперв) очень благожелательно настроен, интересуется структурой нашего православия. Он эстонец, у него с митрополитом Стефаном, видимо, не очень добрые отношения».
Много лет страдал от сахарного диабета. Скончался 17 декабря 2024 года. 20 декабря того же года в Успенском соборе в Тарту состоялось его отпевание. Был похоронен в ограде церкви Святых Захарии и Елизаветы в Ряпине рядом со стеной алтаря.